# 妙香院
妙香院（みょうこういん）は、かつて滋賀県大津市の比叡山にある横川飯室谷に存在した延暦寺の院家。
藤原師輔の子で天台座主を務めた尋禅の私房として創建され、永祚2年（990年）に尋禅が父から継承した荘園を施入して一条天皇の御願寺とした。12世紀に師輔の子孫である藤原忠通の子・尊忠が門主になった後は摂関家の子弟が入る門跡寺院としての扱いを受けた。五摂家分立後は一条家の庇護を受けた寺院となるが、途中青蓮院の門主が妙香院の門主を兼ねていた時期がある。このため、鎌倉時代には青蓮院の横川別院になったという説もあるが、実際にはその後も独立した寺院として存続していたことが、歴代の門跡が青蓮院と一致しないことや所領文書から判明する。だが、天台座主にもなった慈済を最後に一条家出身の門跡が絶え、15世紀に入ると妙香院領の寺院が青蓮院に入り、文明12年（1480年）に一条兼良が著した『桃華蘂葉』の中でも妙香院は一条家の門跡寺院であると主張しながらも現在は青蓮院の管領（支配下）にあることを記している。このため、室町時代中期（15世紀中期か）に、妙香院門跡が断絶して青蓮院の傘下に入ったと考えられている。
なお、大田壮一郎は戦国時代以前の本願寺が青蓮院門跡の支配下にあったという通説を批判して、九条兼実と弟慈円（青蓮院門跡）および息子の良快（妙香院門跡）が浄土真宗の祖である親鸞を含む法然門流と密接にあったこと（一条家は九条家から分かれた）、大谷廟堂は元々妙香院傘下の法楽寺の敷地であったこと（『存覚一期記』延慶2年条）ことから、本願寺の元々の本所は妙香院で同院が青蓮院の管理下に置かれたことで、青蓮院と本願寺の関係が成立したとする説を唱えている。従って、唯善事件などの初期本願寺における内紛の際に出されたとされる「青蓮院の裁許」とされる文書も、「妙香院の裁許」とするのが事実関係としては正しいとしている（この時期には青蓮院門跡が妙香院門跡を一時的に兼帯していたり、両者が別々に存在した時期があったりしたが、前者の時期でも裁許はあくまでも妙香院門跡としての立場によるものである）。